# Höstvete

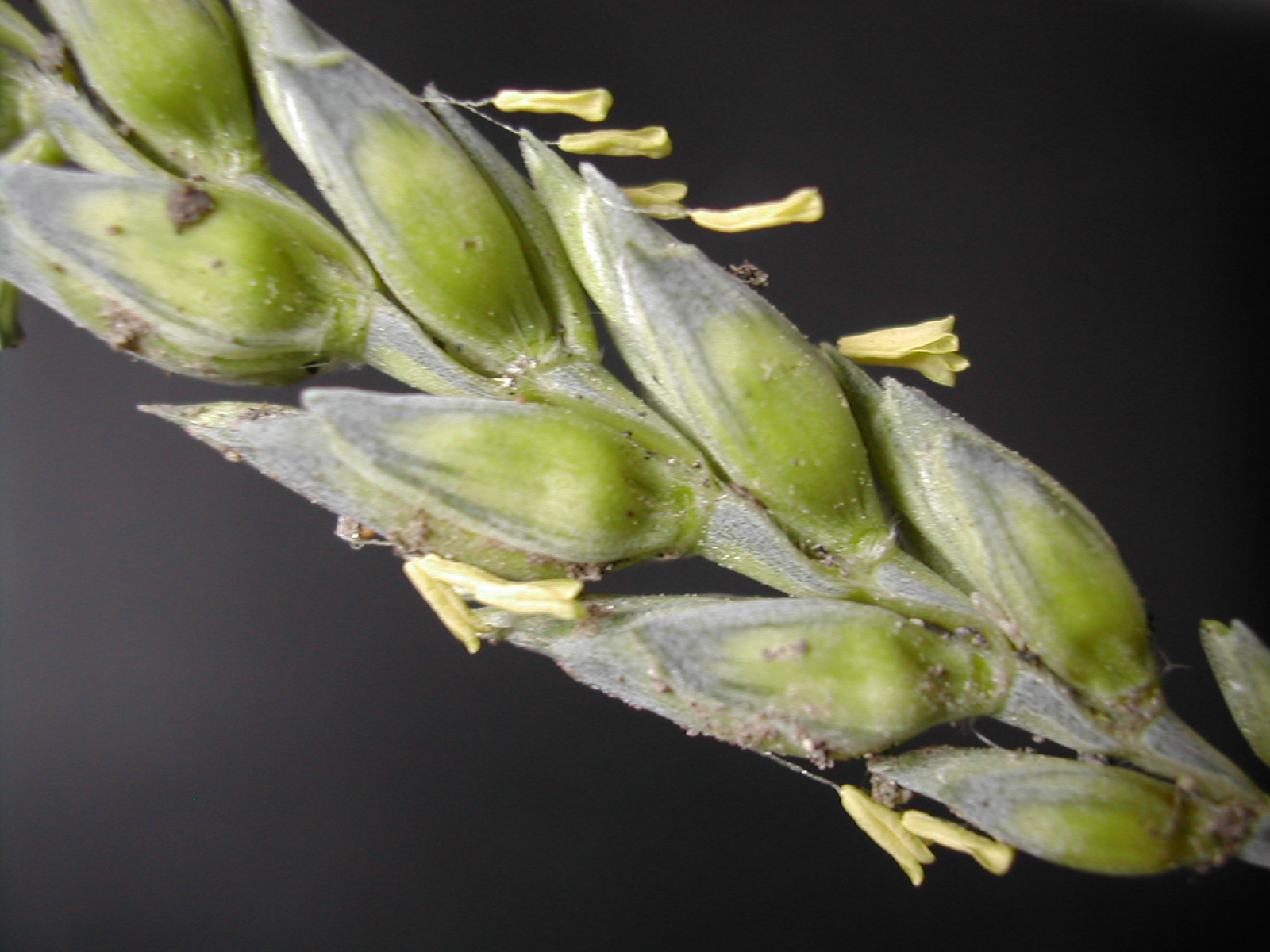
Ett ax av höstvete.

Höstvete är vete som sås om hösten (som höstsäd) på det norra halvklotet. Fröna hinner börja gro och ligger sedan i dvala under frostperioden. I Sverige är höstvete numera betydligt vanligare än vårvete (vete som vårsäd).

## Beskrivning
Höstvete sås vanligen i mitten av september då det skall hinna gro och etablera sitt rotsystem samt de första bladen före frosten kommer. När kylan slår till, går grodden in i dvala och fortsätter sin tillväxt först när vårsolen värmer upp marken. Beroende på breddgrad odlas olika sorter som har för området lämplig vinterhärdighet. När våren kommer så växer höstvetet igen och kan bilda fler skott som vardera resulterar i ett ax. Höstvete behöver fler växtdagar än vårvete (som sås på våren) men tack vare växtdagarna på hösten kan det skördas tidigare än vårvete.

## Höstvete i Sverige
I Sverige är höstvete numera vanligare än vårvete. Sedan 1995 har höstvete varit den vanligaste svenska spannmålsgrödan, och ungefär 40 procent av spannmålsåkrarna odlas med höstvete. År 2010 odlades höstvete på knappt 350 000 hektar och vårvete på mindre än 100 000 hektar. Per hektar ger höstvete i snitt något mer i skörd än vårvete.